# Johan Willem Herman Meyert van Idsinga
Johan Willem Herman Meyert van Idsinga (Sint Eustatius, 13 juli 1854 - 's-Gravenhage, 22 februari 1921) was een Nederlands ambtenaar en politicus.

## Jeugd en opleiding
Van Idsinga werd geboren als zoon van Willem Hendrik Johan van Idsinga, op dat moment gezaghebber van Sint Eustatius (en later gezaghebber van Sint Maarten, en gouverneur van Suriname) en Jkvr. Emmelina Theodora Elisabeth van Raders, de dochter van Reinier Frederik baron van Raders (eveneens gouverneur van Suriname en gouverneur van Curaçao). Hij studeerde Rechten in Leiden en promoveerde in 1880. Daarna startte hij een ambtelijke carrière. Van 1881 tot 1901 was hij werkzaam bij het Ministerie van Binnenlandse zaken.

## Politiek
Van 1901 zat tot 1918 zat Van Idsinga voor het disctict Bodegraven in de Tweede Kamer. Achtereenvolgens voor de Vrij-Antirevolutionaire Partij (tot 16 april 1903), de Christelijk-Historische Partij (van 16 april 1903 tot 9 juli 1908) en de Christelijk-Historische Unie (vanaf 9 juli 1908). Tevens was hij van 17 juni 1904 tot 1916 lid van de Provinciale Staten Zuid-Holland voor het kiesdistrict Gouda.
Van Idsinga was een uiterst conservatief, maar ook onafhankelijk christelijk-historisch Tweede Kamerlid voor het district Bodegraven. Hij was op Binnenlandse Zaken dertien jaar chef van de afdeling binnenlands bestuur. Hij was een tegenstander van de sociale politiek van minister Talma. Hij keerde zich verder als een van de weinigen tegen de Grondwetsherziening van 1917, omdat hij zich verzette tegen een te grote invloed van het partijwezen op de politiek en de evenredige vertegenwoordiging afwees.
- Biografisch Portaal: 95697716
- Library of Congress Control Number: no2012074123
- Nederlandse Thesaurus van Auteursnamen: 069230250
- Parlement.com: vg09ll1wtfwk
- Virtual International Authority File: 250110296